# Andy, a vagány
Az Andy, a vagány (eredeti címén What's with Andy?) kanadai televíziós rajzfilmsorozat, amelyet 2001 szeptemberében mutattak be először. Főszereplője Andy Larkin, akinek legnagyobb célja az, hogy ő legyen a „világ legnagyobb mókamestere”. A sorozat az ő nagy csínytevéseit követi nyomon. Az epizódok végén Andy általában lebukik, és a megtréfált személyek méltó büntetésben részesítik, vagy épp végigkergetik East Gackle-ön, a fiktív kisvároson, ahol a fiú lakik. 
Andy rendszerint a negyedik falat áttörve szól a nézőkhöz, a képzeletében szereplő dolgokat, személyeket vagy szituációkat pedig fekete-fehér, karikatúraszerű snittekben láthatjuk.
Andy legjobb barátja Danny Pickett, aki mindig segédkezik neki a különböző tréfák kieszelésében, valamint kivitelezésében. Ellenségeik Jen Larkin, Andy nővére, Peter Lik és Andrew Leech, a két buta, arrogáns iskolatárs. Andy megőrül az éltanuló Lori Mackneyért, és mindent megtesz annak érdekében, hogy meghódítsa őt.
A rajzfilmsorozatból összesen három évad készült, a legutóbbi 2006-ban.
Az animációs tévéfilmsorozatot Magyarországon a Fox Kids csatorna névváltása után a Jetix csatorna vetítette.

## Főszereplők
- Andy Larkin – A sorozat főszereplője, akinek minden vágya, hogy ő legyen a világ legnagyobb heccelője, ezért mindig kieszel valamit a többiek ellen. Az epizódok végén általában lebukik, és gyakran előfordul, hogy akció közben elveszti a nadrágját, így alsónadrágban láthatjuk őt. Leginkább nővérét, Jent, valamint a Liket és Lichet szereti megviccelni. Andy alteregója Jean-Thomas, akit úgy állít be, mintha a saját ikertestvére volna. Őrülten szerelmes Loriba, mindent megtenne azért, hogy felhívja magára a lány figyelmét.
- Lori Mackney – Andy álmainak főszereplője. Fülig szerelmes a lányba, aki azonban gyerekesnek találja a fiút az örökös csínytevéseiért. Bár sokszor úgy tűnik, hogy neki is tetszik a fiú. Lori a suli egyik éltanulója, valamint az iskolai újság egyik újságírója.
- Danny Pickett – Andy legjobb barátja, valamint jobbkeze, aki segít a tréfák kieszelésében és kivitelezésében. De sokan nem tudják, hogy ő is egy kivételes képességű heccelő, majdnem olyan jó mint Andy.
- Jen Larkin – Andy két évvel idősebb nővére, aki állandóan Andyt teszi felelőssé minden bajáért. Épp ezért Andy csínyeinek egyik legkiválóbb áldozata. Andy egyszer például rekordot állított fel azzal, hogy 12 órán keresztül utánozta őt. Jen rendkívül népszerű az iskolában, valamint ő a pom-pom lányok csapatának vezetője. Odáig van Craig Bennettért, aki East Gackle egyik legjobb pasijának számít.

## Szereplők
- Teri – Jen legjobb barátnője. A pom-pom lány csapat tagja. Andy gyakran megvicceli őt is. Jennel minden apró dolgon össze tudnak kapni, de utána mindig kibékülnek.
- Frida Larkin – Andy és Jen édesanyja, aki gyakran esik áldozatul Andy inkább kisebb tréfáinak.
- Al Larkin – Andy és Jen apja, és Frida férje. Andy őt is gyakorta megvicceli általában kisebb heccekkkel.
- Peter Lik – Leech haverja, Andy és Danny ellensége. Egy fafejű bunkó mindenkibe beleköt akit meglát. Andy sokszor megvicceli őt, de mindig pórul jár.
- Andrew Leech – Lik barátja, Andy és Danny ellensége. Egy otromba tuskó. rendkívül buta. Ugyanúgy mint Liket Andy őt is megvicceli.

- Craig Benett – East Gackle egyik legjobb atlétája, valamint az iskolai foci- és hockey csapatának vezetője, ennek ellenére csak egy üresfejű szépfiú. Jen azonban teljesen odáig van érte, szerinte ő a legjobb pasi East Geakle-ben. Andy azonban nem így gondolja, így gyakran őt is megvicceli, aminek általában Andy issza meg a levét, hiszen a fiú sokkal erősebb nála.
- Jervis Coltrane – Egy sznob tinédzser, aki teljesen bele van zúgva Loriba, és mindent megtesz, hogy meghódítsa, ebből kifolyólag Andy ellenségeinek számát gyarapítja.
- Martin Bonwick – Andy egyik iskolatársa és az osztály strébere. Tréfáinak egyik gyakori célpontja. Ideges, paranoiás és bármit el lehet hitetni vele.
- Victor Muskowitz (Mush) – Pizzafutár East Gackle-ben, valamint Andy és Danny haverja, aki néha besegít nekik a csínyek előkészítéséhez. Mániája az ócska cuccok megszerzése majd megjavítása.
- Steve Rowgee Jr. – East Geackle sheriffje meglehetősen buta, idősebb Steve Rowgee fia.
- Steve Rowgee Sr. – Alacsony termetű idős ember, aki folyton utasítgatja Steve Rowgee-t (fiát), és egyike azoknak, aki le akarja leplezni Andy-t. Régen ő volt a sheriff, a vaskezű volt a beceneve.
- DeRosa igazgató úr – az East Gackle-i iskola igazgatója. Nagyon könnyű felidegesíteni és mindent megtesz azért, hogy fülön csípje Andyt és Dannyt, hogy aztán megbüntethesse őket a csínytevéseikért.
- Mr. Hutchins – Az East Gackle-i iskola egyik tanára, Andy csínyeinek egyik fő áldozata.
- Henry K. Roth – East Gackle polgármestere. Mindig a lehető legjobb színben akarja feltüntetni magát, hogy ő maradhasson a polgármester.
- Spenk – Andyék dagadt és elkényeztetett kutyája.
- Mr. Simms – West Geackle polgármestere. Roth nagy riválisa.
- Mr. Leech – Andrew Leech apja.
- Clyde – Az East Geacklei-i iskola gondnoka.
- Hazel Strinner – Lori legjobb barátnője. Egy erős és dagi lány.
- Louella Bermann – Frida barátnője.
- Mrs. Wibles – DeRosa öreg titkárnője.
- Norman Larkin – Andy nagypapája. Ő vezette be Andyt a csínytevés művészetébe. Régen ő is az East Geackle-i iskolába járt és ott ténykedett.

## Epizódok

### 1. évad
1. Just Stuffing (Cikis vicc)
2. Gooey Chewies (Mulya mályva)
3. Beat the Bomb (Győzd le a bombát!)
4. Rhyme Time (Shakespeare Andy)
5. Food Fight (Tortacsata)
6. 101 Underpants / Playing Dead (Gatyát elő!/ Halott állapot)
7. The Show Must Go On (A műsornak folytatódnia kell)
8. Emergency Spew Relish / Busting (Robbanó vizelet/ Pisilni tudni kell)
9. Very Bad Idea / Cockroaches (A legrosszabb ötlet/ Svábbogár akció)
10. It Came from East Gackle (East Gackleből ered)
11. Campaign in the Butt (Fenékig kampány)
12. Road Trip / Snow Job (Út a karneválra/ Hó munka)
13. Best Enemies (A legjobb ellenségek)
14. Mascot (Üdvöske)
15. Little Foot / Grandpa Crazy (Kis Bigfoot/ Csínytevők)
16. Gnome for the Holidays (Törpét a szünetre)
17. The Royal Secret Society of Zombies (halloweeni rész) (Zombik titkos társasága)
18. Merry Chaos (Boldog káoszt!)
19. Very Scary Stuff (Nagyon ijesztő)
20. The Answers (A válaszok)
21. Wag the Kid (Pályaválasztás)
22. Bring It Off (Hajrá harc!)
23. Pranks a Lot (Bú csínytevés)
24. Un-Masked Marauders (Ártalmatlan pankrátorok)
25. The Great American Lock-In (A nagy amerikai bezárás)
26. Teendreamboats (Álomhajó)

### 2. évad
1. What's with Jean-Thomas? (Ki az a Jean-Thomas?)
2. The Fortunate One (A szerencsés)
3. The Musical Fruit
4. Weight to Go, Andy!
5. The Toilet Paper Fiasco
6. Prankster to the Core (Kukacok az almában)
7. Fore! (Lövés!)
8. Prank and Field Day
9. Mind Games
10. Nurse Jen (memorial episode to Jaclyn Linetsky) (Jen nővér)
11. Don't Eat the Yellow Snow (Ne edd meg a sárga havat!)
12. Andysaurus Rex (Andysaurus Rex)
13. Molasses
14. A Match Made in East Gackle
15. Lights… Camera… Ooops! (Fények... kamera... hoppá!)
16. New Kid on the Chopping Block (Új srác a húsdarálóban)
17. Stone Cold
18. Food for Thought
19. The Buck Stops Here (Bika bújócska)
20. Life Is a Lottery, Old Chum (Az élet merő lottó)
21. Bluebeard's Crate
22. Spanky Pranky Hanky Panky
23. Daddy Dearest
24. The Party
25. All Dressed to Go
26. Mr. E.G. Goes to Moosehoof

### 3. évad
1. Romancing the Prank
2. Andy Pranky Pudding and Pie
3. The Heart of Prankness
4. Don't Shoot the Messenger (Ne lőj a küldöncre!)
5. Scary Teri (halloweeni rész)
6. Hapless Anniversary
7. To Kill a Caribou
8. Pranks Are in the Air
9. I Fall to Pieces
10. She Pranks Me, She Pranks Me Not (Ugrat, nem ugrat)
11. Prank-a-razzi
12. On the Farm
13. The Exchange Student
14. Daddy!
15. Scooped
16. The Boy Who Cried Woof
17. A Ghost of a Prank
18. One Good Prank Deserves Another
19. It Lurks in the Crawl Space
20. Prank-watch
21. The Pranks Days of Summer
22. The Gift of Prank (karácsonyi rész)
23. Prank-o-Mania (Ugratás szindróma)
24. The Prank That Never Happened
25. Master Mom
26. A Passing Prank

## Magyar hangok
- Andy Larkin: Seszták Szabolcs
- Lori Mackney: Bogdányi Titanilla
- Danny Pickett: Szokol Péter
- Jen Larkin: Roatis Andrea
- Al Larkin: Imre István / Láng Balázs
- Freida Larkin: Solecki Janka / Kocsis Mariann / Szórádi Erika
- Craig Benett: Boros Zoltán / Markovics Tamás
- Martin Bonwick: Előd Álmos / Előd Botond
- Jervis Coltrane: Csőre Gábor / Pálmai Szabolcs
- Mr. Hutchins: Breyer Zoltán
- Peter Lik: Szatmári Attila
- Andrew Leech: Fekete Zoltán

További hangok: Beratin Gábor, Holl Nándor, Illyés Mari, Juhász György, Kossuth Gábor, Madarász Éva, Orosz István, Seder Gábor, Várkonyi András, Versényi  László

## Érdekességek
- A sorozat Andy Griffith Just könyvsorozatán alapszik, a készítők azonban megváltoztatták például a neveket, és a rajzfilm epizódjainak nagy része nem követi a könyvek cselekményét, kivéve a karácsonyi és az újévi részek.

- Andyt, a főszereplőt a könyvsorozatban Andy Griffithsnek hívják, akárcsak az írót, valamint szerelmének neve nem Lori, hanem Lisa Mackney.